# Temera
Temera is een monotypisch geslacht uit de onderfamilie van de sluimerroggen (Narkinae).

## Soort
- Temera hardwickii Gray, 1831